# ماغنوس تيت
ماغنوس تيت (بالإنجليزية: Magnus Tate)‏ هو قاضي ومحامي وسياسي أمريكي، ولد في 1760 في مقاطعة بيركلي في الولايات المتحدة، وتوفي في 30 مارس 1823 في مرتينسبورغ في الولايات المتحدة. حزبياً، نشط في الحزب الفيدرالي الأمريكي. وقد انتخب عضو مجلس نواب الولايات المتحدة عن ولاية فرجينيا وانتخب عضو مجلس النواب الأمريكي.